# Golden Slumbers (musikalbum)
Golden Slumbers är ett musikalbum från 2009 där den amerikansk-svenske pianisten Steve Dobrogosz spelar låtar av John Lennon och Paul McCartney.

## Låtlista
Alla sångerna är skrivna av John Lennon och Paul McCartney
1. Good Night – 4'34
2. Golden Slumbers/You Never Give Me Your Money – 2'49
3. Across the Universe – 6'17
4. Two of Us – 3'50
5. Blackbird – 3'26
6. If I Fell – 4'26
7. Don't Let Me Down – 4'27
8. The Long and Winding Road – 4'53
9. Because – 4'14
10. I'll Follow the Sun – 2'29
11. You've Got to Hide Your Love Away – 4'17
12. I Will – 3'51

## Medverkande
- Steve Dobrogosz – piano

### Fotnoter
1. ↑  ”Svensk mediedatabas”. http://smdb.kb.se/catalog/id/002663010. Läst 5 juni 2014.